# Ahad bint Abdullah
Ahad bint Abdullah, född 4 april 1970 i Muskat, är en omansk kunglighet. Hon gifte sig 1989 med Haitham ibn Tariq, som blev sultan av Oman 2020. 
Till skillnad från hustrur till tidigare sultaner, har hon utfört en del representativa uppdrag. Den 17 oktober 2020, under omanska kvinnodagen, gjorde hon sitt första offentliga framträdande genom att vara värd för en prisceremoni på Seeb Palace. Hon tilldelade den kungliga medaljen till flera kvinnor, däribland undersekreteraren Fatima Mohammed Al-Ajmi.